# 6e bataillon d'infanterie de marine
Pour les articles homonymes, voir 6e bataillon.
Cet article concerne le bataillon d'infanterie de marine. Pour le 6e bataillon d'infanterie coloniale, voir 6e régiment d'infanterie coloniale.
 (avril 2023).
Si vous disposez d'ouvrages ou d'articles de référence ou si vous connaissez des sites web de qualité traitant du thème abordé ici, merci de compléter l'article en donnant les références utiles à sa vérifiabilité et en les liant à la section « Notes et références ».
Le 6e bataillon d'infanterie de marine (6e BIMa) est une unité de l'Armée de terre française.
Le 6e bataillon d'infanterie de marine est créé le 1er décembre 1975 et tient garnison à Libreville au Gabon. Il est l'héritier du 6e régiment d'infanterie de marine créé le 1er avril 1890.
Réorganisé en 2015 et subordonné au général commandant les éléments français au Gabon (EFG), il devient le centre de la coopération opérationnelle en Afrique centrale.
Bataillon mixte, il rassemble les principaux savoir-faire de l’Armée de terre (combat de l’infanterie ; génie ; artillerie ; transmissions ; combat des blindés) et d’autres plus spécifiques comme le combat en jungle (en), les techniques aéroportées et les actions spéciales.

## Création et différentes dénominations
- 1re décembre 1958 : création du 6e bataillon d'infanterie de marine par changement de nom du bataillon autonome de Haute-Volta,
- 31 janvier 1961 : dissolution du 6e BIMa,
- 1er décembre 1975 : nouvelle création du 6e bataillon d'infanterie de marine à partir du détachement du 6e régiment interarmes d'outre-mer stationné au Gabon.

## Organisation actuelle
- Un état-major (EM)
- Un bureau coopération-activités (BCA) qui planifie et élabore les actions de coopération dans la sous-région
- Une unité de coopération régionale (UCR). Concentré d’expertises de l’armée de Terre, elle conduit les actions de coopération opérationnelles avec l’ensemble de ses détachements d’appui opérationnel (DAO) et son centre d’entraînement au combat en forêt du Gabon (CEC FoGa)
- Un détachement de maintenance des matériels terrestres (DMMT)
- Une section Proterre au sein de l’UCR. Entièrement composée de personnel en mission de courte durée, elle assure la protection des emprises des EFG.

## Chefs de corps
- Chef de bataillon Richard (1975)
- Lieutenant-colonel Creuly (1977)
- Lieutenant-colonel Thevenon (1979)
- Colonel Redaud (1981)
- Colonel Delhome (1983)
- Colonel Dellenbach (1985)
- Lieutenant-colonel Meunier (1987)
- Lieutenant-colonel Courossé (1989)
- Lieutenant-colonel Roure (1991)
- Colonel Bulit (1993)
- Lieutenant-colonel Reydellet (1995)
- Colonel Charpentier (1997)
- Colonel Pince (1999)
- Colonel Beth (2001)
- Colonel Friedling (2003)
- Colonel Hingray (2005)
- Colonel Clément (2007)
- Colonel Susnjara (2009)
- Colonel Paravisini (2011)
- Colonel Mettey (2013)
- Colonel d'Eimar de Jabrun (2015)
- Colonel Le Gal de Kerangal (2017)
- Colonel Bauer (2019)
- Colonel Cypryk (2021)

## Historique

### Première création en Haute-Volta
Le 6e bataillon d’infanterie de marine est créé en décembre 1958 par changement de nom du bataillon autonome de Haute-Volta, constitué de tirailleurs « sénégalais » chargés de la défense de l'ordre colonial en Haute-Volta. Il est dissous le 31 octobre 1961.

### Nouvelle création au Gabon
Fin octobre 1975, le 6e RIAOM basé à N’Djaména est rapatrié sur métropole et est dissous à Toulon le 10 novembre 1975.
 Son détachement présent à Libreville est à son tour dissous le 30 novembre et devient le 1er décembre 1975, le 6e bataillon d’infanterie de marine, sous le commandement du chef de bataillon Richard. Le 12 du même mois, le bataillon reçoit des mains du colonel Ancelin, dernier chef de corps du 6e RIAOM, le drapeau dont il aura désormais la garde.
A sa création, le 6e BIMa compte 426 hommes dont 20 officiers, 96 sous-officiers et 310 militaires du rang. Sont présents au camp des Gardes, au Nord de Libreville, une compagnie de commandement d'appui et des services (CCAS), deux compagnies de renfort - l’une motorisée incluant un peloton d’automitrailleuses (COMOTO) et l’autre parachutiste (COMPARA) – un détachement d’hélicoptères, un détachement autonome des transmissions, une brigade prévôtale, un bureau de poste militaire.
A cette époque, le bataillon est la seule unité française au Gabon. En conséquence, le chef de corps assume également le commandant des troupes françaises au Gabon (TFG).
En 1975, la mission de transit et d’approvisionnement installée à Douala est rattachée au TFG/6e BIMa.
En 1976, le camp des Gardes devient le camp de Gaulle et fait l’objet d’importants travaux d’infrastructures.
Le 6e BIMa constitue un élément clé du dispositif français en Afrique et plus particulièrement en Afrique équatoriale. Force prépositionnée accueillant des unités de combat métropolitaines en mission de courte durée, le bataillon offre des possibilités d’instruction et d’entraînement adaptées au climat et à l’environnement gabonais tout en étant prêt à intervenir sans délai dans la zone.
Unité à vocation opérationnelle, il soutient et participe à la majeure partie des opérations françaises en Afrique.

### OpérationVerveine(1977)
Le 10 avril 1977, le bataillon soutient l'opération Verveine menée au Zaïre en assurant un pont aérien entre Libreville et Kinshasa pendant les évènements de la première guerre du Shaba.

### OpérationTacaud(1978)
En 1978, la France déclenche l’opération Tacaud au Tchad. 
Libreville sert de base de transit dès le début de l’opération. En février 1979, lors du déclenchement de la guerre civile, les avions Jaguar, Breguet Atlantic et Transall transitent par Libreville avant de rejoindre N’Djamena.
Le bataillon fournit des renforts avec la COMPARA du 8ème RPIMa qui effectuera un posé d'assaut à N'Djaména le 15 février 1979 (11ème compagnie d'instruction devenue compagnie de Combat. Cne Marchand/ Cf Journal Le Monde du 16 février 1979) remplacée par la COMPARA (3e RPIMa puis le 2e REP). 
1334 personnes sont rapatriées via Libreville depuis le Tchad.

### OpérationBarracuda(1979)
En septembre 1979, la France déclenche l’opération Barracuda en République centrafricaine pour renverser l’empereur Bokassa. 
Le bataillon envoie la 2e compagnie pour renforcer le détachement déployé à Bangui.

### OpérationManta(1983)
En 1983, les rebelles du GUNT appuyés par des unités libyennes se dirigent vers N’Djamena. Le 10 août, la France déclenche l’opération Manta. 
Une fois encore, le bataillon est sollicité pour renforcer le dispositif. Entre le 3 et le 6 septembre, la COMOTO (2e RIMa) est aérotransportée à Ati au Tchad.
Après cette première période d’intervention, le bataillon connait une phase plus calme et se consacre aux activités d’entraînement proposées aux unités de combat métropolitaines en mettant l’accent sur l’environnement spécifique de la forêt gabonaise.

### OpérationRequin(1990)
Au début de l’année 90 des manifestations étudiantes dégénèrent et sont réprimées durement. 
À la suite de ces incidents et sur fond de crise économique et sociale, le président Omar Bongo ouvre une conférence nationale promettant l’instauration du multipartisme. Le climat politique est agité et la mort suspecte de l’opposant Joseph Redjembe, le 23 mai, met le feu aux poudres. Port-Gentil vit une situation insurrectionnelle. Les bâtiments officiels et la résidence du président sont incendiés. Les pillages commencent et une mutinerie éclate dans la prison. Le consul de France, monsieur Duffau, et 9 employés d’Elf-Gabon sont pris en otage. 
Le 24 mai, le 1er bataillon de parachutistes gabonais aux ordres du lieutenant-colonel N’Tori saute sur l’aéroport. 
Les premiers éléments du bataillon sont mis en place à Port-Gentil et l’opération Requin est déclenchée. 
Les renforts affluent de France et le 1er juin, le colonel Canal, avec l’état-major du COMFAR, prend le commandement de l’opération. Le 10 juillet, l’état-major quitte le Gabon. 
Malgré la fin de l’opération, un détachement militaire d’une trentaine d’hommes reste sur Port-Gentil et donnera naissance au centre d’entraînement nautique (CEN) du 6e bataillon d’infanterie de marine.

### OpérationÉpervier(1992)
En janvier 1992, la COMPARA (2/8e RPIMa) part de Libreville pour renforcer le dispositif Epervier. 
Cette mission de renforcement des éléments français au Tchad est la première d’une longue série, la dernière en date étant la participation du bataillon à l’évacuation des ressortissants du Tchad en 2008 où une fois encore les compagnies sont projetées pour renforcer le dispositif à N’Djamena tandis que la CCAS arme le CENTREVAC.

### OpérationAddax(1992)
Du 1er novembre au 5 novembre 1992, une compagnie du 6e BIMa renforcée d’une équipe du GIGN effectue une mission d’évacuation de ressortissants en Angola.

### OpérationsAmaryllis&Turquoise(1994)
Le bataillon est engagé au Rwanda dans l’opération Amaryllis le 8 avril 1994. 
Déployée à Kigali le 9 avril, la COMPARA (3/8e RPIMa) intervient sur l’aéroport afin d’évacuer les ressortissants. Les paras sauvent également une centaine d’enfants rwandais de l’orphelinat de Massaka.
En juin 1994, de nouveau engagé dans le cadre de l’opération Turquoise qui a pour objectif de créer une zone tampon entre les belligérants rwandais, le 6e BIMa déploie un peloton de reconnaissance et d’investigation de la CCAS et sa COMOTO (1/3e RIMa).

### OpérationAlmandin(1996)
En mai 1996 à la suite des mutineries de l’armée centrafricaine à Bangui, la compagnie motorisée du bataillon est engagée dans le cadre de l’opération Almandin 2 et la portion centrale de Libreville accueille et assure le transit de plus de 1500 ressortissants. 
Début 1997, le bataillon renforce de nouveau Almandin puis participe à la mise sur pied de la mission inter-africaine de surveillance des accords de Bangui (MISAB).

### OpérationMalebo(1996)
Le 12 novembre 1996, la COMPARA (2/2e REP) est engagée à Brazzaville pour soutenir l’opération Malebo (mission militaire française effectuée par le commando de Penfentenyo en 1996 pour sauver des otages dans l’ex Zaïre). 
Elle restera déployée jusqu’au 22 décembre.

### OpérationsPélican&Antilope(1997)
1997 est l’année des interventions au Congo-Brazzaville où sévit une guerre civile. 
En mars, la France déclenche l’opération  Pélican. 
La COMOTO (8e RPIMa) est déployée à Brazzaville. En juin, un centre d’évacuation (CENTREVAC) est armé à Libreville par la CCAS dans lequel transitent 2876 personnes de 87 nationalités différentes. 
En octobre, un regain de violence frappe le Congo. Un nouveau plan d’évacuation des derniers ressortissants présents au Congo est déclenché, c’est l’opération Antilope qui se déroule du 14 octobre au 5 novembre.

### OpérationsMalachite(1998) &Okoumé(1999)
A l’été 1998, les soubresauts en RDC mobilisent le bataillon qui participe puis soutient l’opération Malachite d’évacuation des ressortissants de Kinshasa en mettant en place un détachement à Brazzaville et en activant un centre d’évacuation à Libreville.
Début 1999, de nouvelles violences en RDC entrainent le déploiement d’un élément du bataillon (1 EMT ; 2 sections de combat ; DETALAT) à Tchibanga, ville gabonaise située près de la frontière.C'est l'opération Okoumé.

### OpérationsLicorne(2002)
Dans la nuit du 18 au 19 septembre 2002, une tentative de coup d’état frappe la Côte d’Ivoire. Des villes de grande importance, se trouvant au nord de Yamoussoukro, sont aux mains des insurgés et des combats se déroulent dans Abidjan. Immédiatement le gouvernement français déclenche l’opération Licorne. 
Le bataillon est de nombreuses fois sollicité pour renforcer le dispositif en Côte d’Ivoire jusqu’en 2015.

### OpérationBoali(2002)
Dans le cadre du concept RECAMP (renforcement des capacités africaines au maintien de la paix) et à la suite des accords de Libreville du 2 octobre 2002, la France avait décidé de soutenir le processus de paix et de sécurité en République Centrafricaine (RCA). 
Ainsi, le 3 décembre 2002, des éléments français sont engagés en RCA dans le cadre de l’opération Boali, étendue aux actions de soutien et d’appui de proximité de la MICOPAX (mission de consolidation de la paix) déployée en RCA pour aider le gouvernement en place à sécuriser le pays.
Le 15 mars 2003, un coup d’état porte au pouvoir le général Bozizé. La situation est confuse et la décision d’évacuer les ressortissants de Bangui est prise. 
Le 17 mars, la COMPARA du bataillon (4/8e RPIMa) est projetée dans l’urgence. Les marsouins escortent, contrôlent, rassurent et font embarquer dans les Transall, les ressortissants qui souhaitent être évacués.
Jusqu’en 2013, fin de l’opération Boali, le bataillon continue d’envoyer ponctuellement ses compagnies.

### Réorganisation
Dans le cadre de la réorganisation du dispositif militaire de la France en Afrique, les forces françaises au Gabon (FFG, environ 900 militaires) sont créés le 1er septembre 2007 en lieu et place des troupes françaises au Gabon (TFG). Un état-major interarmées commandé par un général (COMFOR FFG) est mis en place au camp de Gaulle. Ce dernier assure le commandement de l’ensemble des unités françaises au Gabon qui était jusqu’ici exercé par le chef de corps du 6e BIMa.
Les forces sont recentrées sur leur cœur de métier et l’état-major opérationnel a pour vocation de soutenir les efforts de l’union africaine (UA) pour la construction d’une architecture de paix et de sécurité dans la sous-région.

### EUFOR Tchad/RCA (2008)
L’implication de l’Europe dans la crise du Darfour s’est concrétisée par le lancement au début de l’année 2008 d’une opération conjointe avec les Nations unies au Tchad et en République centrafricaine pour contribuer à la protection des civils, faciliter l’acheminement de l’aide humanitaire et protéger le personnel et les installations des Nations unies.
A l’initiative du concept d’opération et de la constitution de la force multinationale, la France est le principal contributeur en armant environ 50% des effectifs (parmi les 23 pays contributeurs, la France fournira au total 1700 militaires).
Dans ce cadre et à la suite de la dégradation sécuritaire à N’Djamena, le 6e BIMa participe à la protection et l’évacuation des ressortissants du Tchad via Libreville fin janvier. Il renforce l’opération Epervier d’un harpon du PC de GTIA, des deux COMPARA (8e RPIMa) et d’un peloton blindé. Tandis que deux unités d’alerte guépard (1er RCP), arrivées en renfort, arment un CENTREVAC destiné à réceptionner, héberger et soutenir les ressortissants évacués. 
Ainsi près de 1800 ressortissant de 70 nationalités différentes ont été évacués via le camp de Gaulle.
Début 2011, malgré des changements organisationnels importants principalement dans le domaine du soutien commun et de l’administration générale, le bataillon reste le fer de lance du dispositif des FFG.
Fort d’un effectif de 580 militaires, comprenant deux compagnies d’infanterie (une motorisée et une parachutiste), un peloton blindé, un détachement d’hélicoptères à 4 appareils de manœuvre de type PUMA et un centre d’aguerrissement outremer et étranger (CAOME), le 6e BIMa assure trois missions principales qui sont :
1. le maintien d’une capacité de projection d’urgence pour mener des opérations dans l’ensemble de la zone de responsabilité du général commandant les FFG ;
2. la réalisation de nombreux détachements d’instruction opérationnelle (DIO) et technique (DIT) au profit des armées africaines de la sous-région ;
3. la conduite de la préparation opérationnelle des unités de combat en mission de courte durée avec un volet très important consacré à l’aguerrissement en milieu lagunaire (Port-Gentil) et en forêt équatoriale (Libreville).

### Opération Sangaris

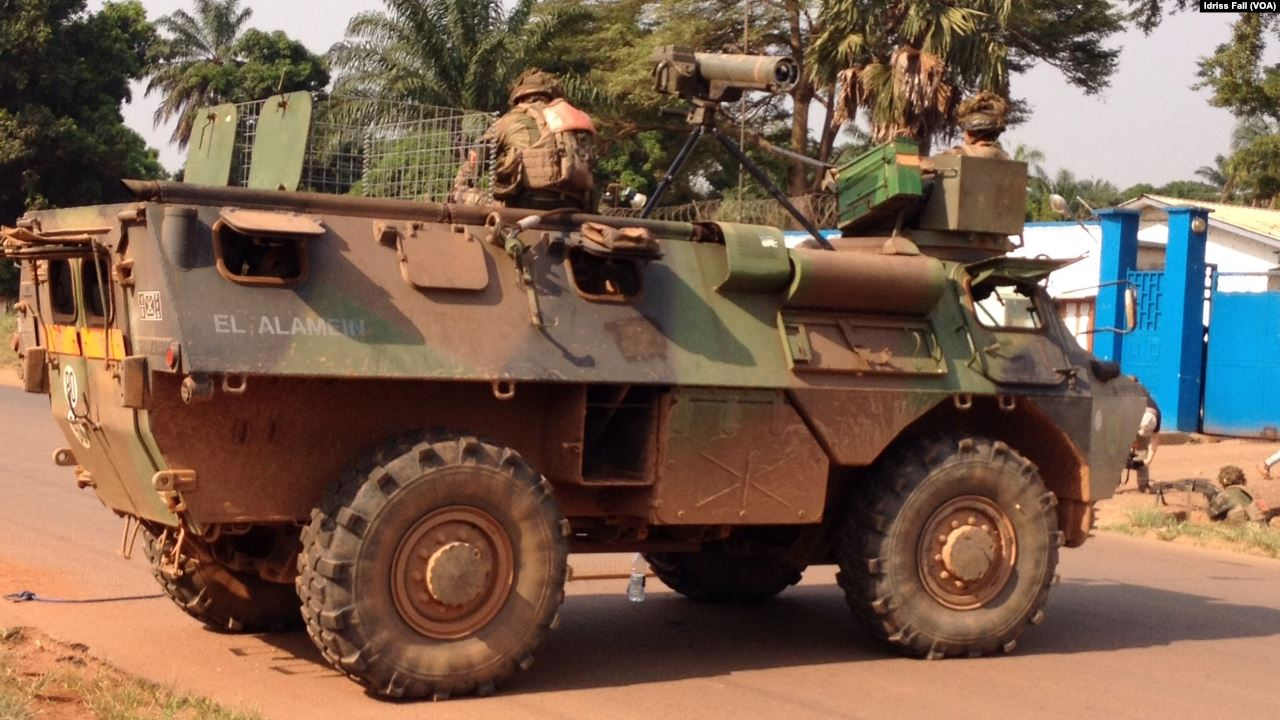
VAB (avec un missile Milan sur le toit) fourni par le 6e BIMa aux troupes déployées à Bangui, en décembre 2013.

À la suite de la dégradation sécuritaire qu’a progressivement subie la RCA depuis fin 2012, la France décide de renforcer son dispositif militaire dans ce pays. 
Le bataillon renforce le dispositif  Boali  le 23 mars 2013 avec un PCIAT et deux compagnies qui formeront le GTIA Panthère.
Le Président de la République ordonne le déclenchement de l’opération Sangaris, le 5 décembre 2013. Cette opération a été construite sur le dispositif  Boali  existant, renforcé à partir des forces pré-positionnées en Afrique et d’éléments projetés depuis la métropole.
En parallèle, l’Union Africaine (UA) a décidé de déployer la Mission Internationale de Soutien en Centrafrique (MISCA) qui a succédé à la MICOPAX, le 19 décembre 2013.
Le GTIA Panthère est relevé en mars 2014 par le GTIA Scorpion armé par le 5e RIAOM.

### Réorganisation de 2015
En 2014, afin de répondre aux orientations du livre blanc sur la défense et la sécurité nationale de 2013, il est décidé de réorienter l’action du dispositif français au Gabon vers la coopération opérationnelle avec les pays de la CEEAC. Les forces françaises au Gabon prennent l’appellation d’éléments français au Gabon (EFG, environ 350 militaires). Réorganisé en 2015, le 6e BIMa devient le groupement de coopération opérationnel des EFG et compte environ 150 militaires regroupés sur Libreville. Son détachement de Port-Gentil ferme ainsi que son centre d’entrainement nautique.
Il a désormais comme principales missions[réf. nécessaire] :
- la préparation et la conduite des activités de coopération avec les pays de la sous-région ;
- la protection des emprises des EFG ;
- la maintenance des matériels terrestres des EFG.

### Réorganisation de 2024
Le 6e bataillon d’infanterie de marine, installé depuis 1975 dans la capitale Libreville, n’est plus. Depuis l’été 2024, le 6e bataillon d’infanterie de marine est remplacé, par une académie militaire. Le camp de Gaulle, qui sera rebaptisée, en un camp d’entraînement partagé et cogéré par la France, et le Gabon. Des 380 soldats français en 2023, il n’en restera qu’une centaine au 1er juillet 2025.

## Drapeau du bataillon
Le bataillon utilise le drapeau du 6e régiment d'infanterie de marine, qui porte les inscriptions suivantes :

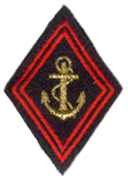
Insigne d'épaule l'ancre d'infanterie de marine.

- Puebla 1863
- Formose 1885
- Tuyen-Quan 1885
- Champagne 1915
- Verdun 1917
- L'Aisne 1917
- Picardie 1918
- Saint-Mihiel 1918
- Doubs 1944
- Colmar 1945
- Indochine 1945-1954

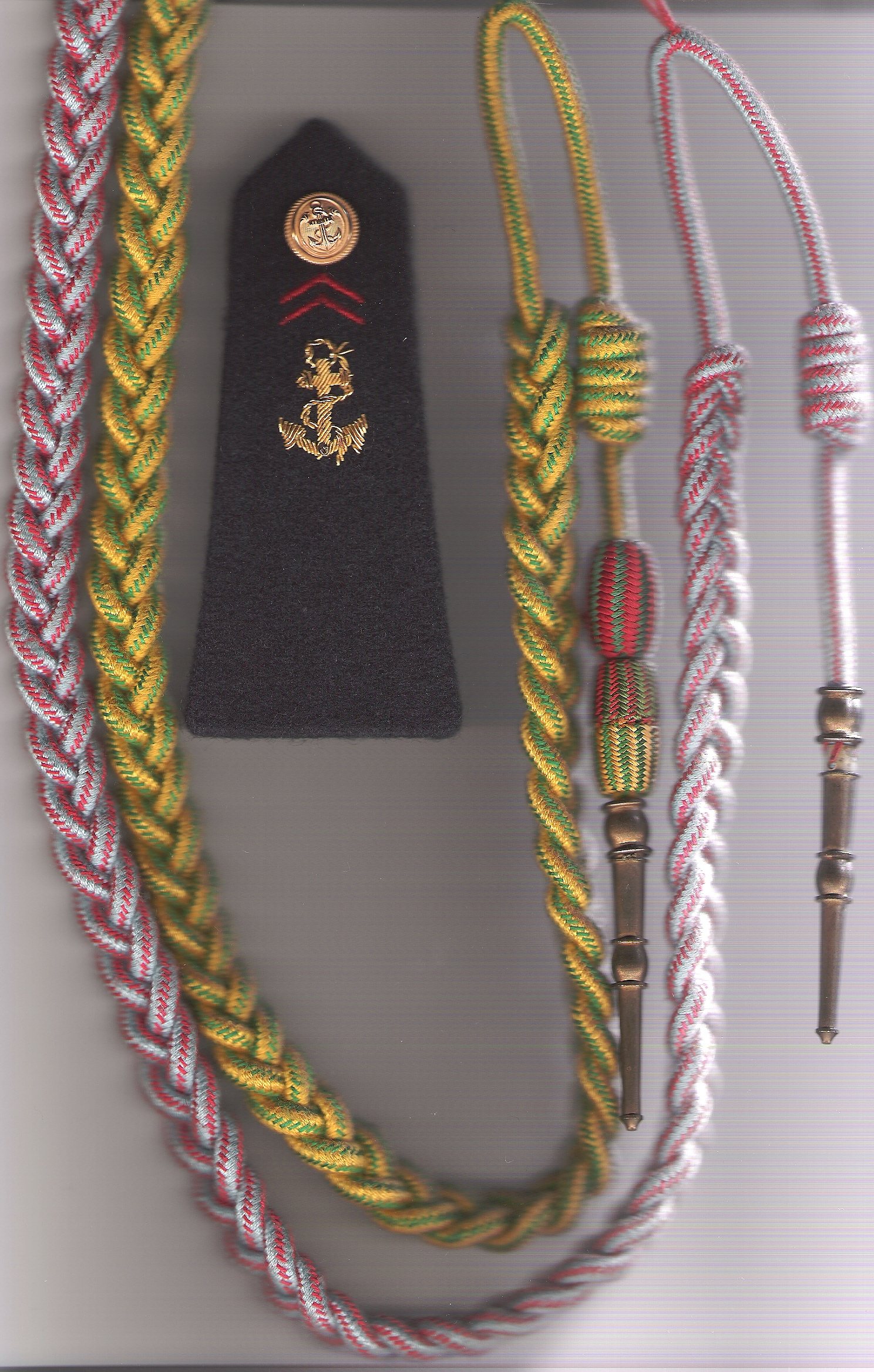
Fourragères aux couleurs de la Médaille militaire avec olives de la croix de guerre (1914-1918) (1939-1945), puis fourragère aux couleurs de la Croix T.O.E

Le drapeau du bataillon est décoré de la croix de guerre 1914-1918 avec 4 palmes, de la croix de guerre 1939-1945 avec 2 palmes, de la croix de guerre des TOE avec 2 palmes. Il s'orne de la fourragère aux couleurs du ruban de la Médaille militaire avec olive aux couleurs des rubans des croix de guerre 1914-1918 et 1939-1945 et de la fourragère aux couleurs du ruban de la croix de guerre TOE.